# Paulchen (Film)
Paulchen ist ein Fernsehfilm unter der Regie von Michael Günther. Er spielt im West-Berlin der 1980er-Jahre und thematisiert Alterseinsamkeit, Jugendarbeitslosigkeit und die Möglichkeit, durch Kooperation, Eigeninitiative und Unternehmertum selbstständig eine Lösung zu finden. Der damals 79-jährige Walter Gross, bekannt auch aus dem Hörfunk-Kabarett Die Insulaner (1948 bis 1964 vom RIAS ausgestrahlt), spielt Paulchen. Es ist seine letzte Rolle.

## Handlung
Der Berliner Rentner Paulchen sitzt in tiefer Trauer im modernen Eigenheim seiner Tochter Brigitte und ihrem Mann Bernd. Der Enkel Thomas bringt den Kranz für die Beerdigung seiner verstorbenen Frau Anne. Brigitte will ihren Vater überreden, bei ihnen zu wohnen und seine Wohnung in einem Berliner Kiez aufzugeben. Dabei spekuliert sie auf die Rente von Paulchen, die sie dringend für die Finanzierung des überschuldeten Hauses braucht. Doch Paulchen fühlt sich in dieser Eigenheimsiedlung am Stadtrand nicht wohl. Niemand hat Zeit für ihn. Es gibt keine Einkaufsmöglichkeiten, keine Kneipe hier draußen. So überredet er seinen Enkel Thomas, einen Student, der mit seinem Studium eigentlich nichts anfangen kann, ihn ohne Absprache mit seiner Tochter nach Hause zu bringen. Dort hat er zwar seine gewohnte Umgebung, auch sein geliebtes Motorrad in der Garage, aber die Einsamkeit bleibt. Bei einem Einkauf auf dem Kiezmarkt klappt Paulchen zusammen. Im Krankenhaus wird ihm ein Herzschrittmacher eingesetzt. Er fühlt sich bald besser und sorgt mit Berliner „Herz und Schnauze“ für eine bessere Stimmung im Krankenzimmer. Die freundliche Stationsärztin Frau Dr. Trautmann hat es ihm angetan. Er beschenkt sie mit Blumen. Nach seiner Entlassung aus dem Krankenhaus will er die Ärztin, glaubend, dass sie sich für ihn besonders interessiere, zu deren Geburtstag, zu Hause besuchen und ihr einen großen Blumenstrauß überreichen. Doch die Fahrt gerät zum Fiasko, weil er zwar die Adresse weiß, aber nicht, in welcher der vier Schillerstraßen in Berlin sie wohnt. Dem Zusammenbruch nahe landet er in der Stammkneipe einer Clique von jugendlichen Motorradbegeisterten. Sie bringen ihn mit ihren Motorrädern nach Hause. Besondern Susi aus der Clique kümmert sich um ihn. Als Dank stellt Paulchen den jungen Leuten seine Garage mit seinem Werkzeug für ihre Motorradreparaturen zur Verfügung. Als er erfährt, dass die jungen Leute arbeitslos sind, erinnert er sich an seine Jugend als Motorradkurierfahrer. Er schlägt die Gründung eines solchen Unternehmens vor. Bedarf gebe es ja in Berlin. Sogar sein Enkel Thomas steigt mit ein und bringt seine Kenntnisse und Ideen ein. Paulchen hat einen neuen Lebensinhalt gefunden.

## Produktion
Der Fernsehfilm wurde 1984 vom Sender Freies Berlin produziert und am 6. Februar 1985 im Ersten Deutschen Fernsehen zum ersten Mal ausgestrahlt.

## Rezeption
„Mit Walter Gross in der Hauptrolle gelingt es Regisseur Michael Günther […] gesellschaftlich relevante Themen wie Einsamkeit im Alter und Jugendarbeitslosigkeit auf heiter-nachdenkliche Weise aufzugreifen. Die Figur des Paulchen war die letzte TV-Rolle des damals bereits 79-jährigen Walter Gross und dem beliebten Schauspieler und Kabarettisten wie auf den Leib geschrieben.“
Das Hamburger Abendblatt kündigte den Fernsehfilm am 6. Februar 1985 wie folgt an: „An diesem nachträglichen Geburtstagsgeschenk für Walter Gross werden viele Zuschauer ihre Freude haben. […] Sicher wird er viele Herzen gewinnen, dieser Paul Hinz, den alle nur Paulchen nennen. Weder durch den Tod seiner Frau noch durch einen Herzinfarkt lässt er sich unterkriegen, er gibt vielmehr mit seinem Optimismus auch anderen neuen Mut. In dem heiteren, auch ein bisschen wehmütig-traurigen Film trifft er schließlich auf Menschen, die sich seiner geradezu rührend annehmen – im Gegensatz zu seinen Verwandten. Die Rolle des alten verschmitzten Berliners von echtem Schrot und Korn, mit Herz und Schnauze, wurde Walter Gross auf den Leib geschrieben: Hier fand der Schauspieler, der in rund 150 Film- und Fernsehrollen seit den kabarettistischen ‚Insulaner‘-Zeiten immer auf komische Typen festgelegt war, endlich die seit langem ersehnte und verdiente Aufgabe als Charakterdarsteller.“
Einen Tag später schrieb die Kritikerin Brigitte Ehrich in derselben Zeitung: „Schön wär’s ja, wenn es so einfach wäre, arbeitslose Jugendliche von der Straße zu holen und verbitterten Krankenhauspatienten neuen Lebensmut einzuflößen! Doch ob realistisch oder nicht – darauf kam es bei diesem TV-Spiel gar nicht so sehr an. Viel wichtiger war, dass hier der Optimismus eines alten Mannes gezeigt wurde, der nicht mit Jammern, sondern mit Tatkraft sein Schicksal bewältigte, wobei Autor Werner Melzer durchaus kein Hehl daraus machte, wie schwer solch positive Lebenseinstellung mitunter werden kann. Paulchen jedenfalls war reizend – in seiner Hilflosigkeit ebenso wie in seiner ansteckenden Vitalität. Eine Bombenrolle für Walter Gross, der zeigen durfte, dass er nicht nur die deftige Komik, sondern auch die leiseren Töne beherrscht.“